# Nordea Open 2022
Die Nordea Open 2022 waren ein WTA Challenger-Tennisturnier der WTA Challenger Series 2022 für Damen und ein ATP-Tennisturnier der ATP Tour 2022 für Herren in Båstad und fand für die Damen vom 4. bis 9. Juli und für die Herren unmittelbar folgend vom 11. bis 17. Juli 2022 statt.

## Herrenturnier
→ Qualifikation: Nordea Open 2022/Herren/Qualifikation